# Positive Thinking...
Positive Thinking... è un album in studio del gruppo musicale britannico Acoustic Alchemy, pubblicato nel 1998.

## Tracce
1. Passionelle
2. Rainwatching W.I.
3. Cadaqués
4. The Five Card Trick
5. Positive Thinking
6. The Better Shoes
7. Vapour Trails
8. Augustrasse 18
9. Time Gentlemen Please
10. Limited Excess